# 7e parallèle sud
Pour les articles homonymes, voir 7e parallèle.
En géographie, le 7e parallèle sud est le parallèle joignant les points de la surface de la Terre dont la latitude est égale à 7° sud.

## Géographie

### Dimensions
Dans le système géodésique WGS 84, au niveau de 7° de latitude sud, un degré de longitude équivaut à 110,495 km ; la longueur totale du parallèle est donc de 39 778 km, soit environ 99 % de celle de l'équateur. Il en est distant de 774 km et du pôle Sud de 9 228 km,.

### Régions traversées
Le 7e parallèle sud passe au-dessus des océans sur environ 75 % de sa longueur. Du point de vue des terres émergées, il traverse l'Afrique (Angola, république démocratique du Congo, Tanzanie), les Seychelles, l'Indonésie, la Papouasie-Nouvelle-Guinée et l'Amérique du Sud (Pérou, Brésil).
Le tableau ci-dessous résume les différentes zones traversées par le parallèle, d'ouest en est :
| Zone                                                   | Début                | Fin                  | Longueur (km) |
| ------------------------------------------------------ | -------------------- | -------------------- | ------------- |
| Océan Atlantique                                       | 7° 00′ S, 34° 49′ O  | 7° 00′ S, 12° 50′ E  | 5 265         |
| Afrique                                                | 7° 00′ S, 12° 50′ E  | 7° 00′ S, 39° 33′ E  | 2 952         |
| Océan Indien                                           | 7° 00′ S, 39° 33′ E  | 7° 00′ S, 52° 44′ E  | 1 457         |
| Atoll Alphonse (Seychelles)                            | 7° 00′ S, 52° 44′ E  | 7° 00′ S, 52° 45′ E  | 2             |
| Océan Indien                                           | 7° 00′ S, 52° 45′ E  | 7° 00′ S, 105° 30′ E | 5 829         |
| Deli (Indonésie)                                       | 7° 00′ S, 105° 30′ E | 7° 00′ S, 105° 34′ E | 7             |
| Océan Indien                                           | 7° 00′ S, 105° 34′ E | 7° 00′ S, 106° 32′ E | 107           |
| Java (Indonésie)                                       | 7° 00′ S, 106° 32′ E | 7° 00′ S, 112° 36′ E | 670           |
| Détroit de Surabaja                                    | 7° 00′ S, 112° 36′ E | 7° 00′ S, 112° 45′ E | 17            |
| Madura (Indonésie)                                     | 7° 00′ S, 112° 45′ E | 7° 00′ S, 114° 04′ E | 145           |
| Mer de Java                                            | 7° 00′ S, 114° 04′ E | 7° 00′ S, 114° 09′ E | 9             |
| Madura (Indonésie)                                     | 7° 00′ S, 114° 09′ E | 7° 00′ S, 114° 11′ E | 4             |
| Mer de Java                                            | 7° 00′ S, 114° 11′ E | 7° 00′ S, 115° 16′ E | 120           |
| Îles Kangean (plusieurs îles, Indonésie)               | 7° 00′ S, 115° 16′ E | 7° 00′ S, 115° 42′ E | 50            |
| Mer de Flores                                          | 7° 00′ S, 115° 42′ E | 7° 00′ S, 120° 31′ E | 532           |
| Djailamu (Indonésie)                                   | 7° 00′ S, 120° 31′ E | 7° 00′ S, 120° 32′ E | 2             |
| Mer de Flores                                          | 7° 00′ S, 120° 32′ E | 7° 00′ S, 120° 37′ E | 9             |
| Tanahdjampea (Indonésie)                               | 7° 00′ S, 120° 37′ E | 7° 00′ S, 120° 39′ E | 4             |
| Mers de Flores, Banda et Arafura                       | 7° 00′ S, 120° 39′ E | 7° 00′ S, 131° 57′ E | 1 249         |
| Fordate (Indonésie)                                    | 7° 00′ S, 131° 57′ E | 7° 00′ S, 131° 59′ E | 4             |
| Mer d'Arafura                                          | 7° 00′ S, 131° 59′ E | 7° 00′ S, 134° 39′ E | 295           |
| Îles Aru (Indonésie)                                   | 7° 00′ S, 134° 39′ E | 7° 00′ S, 134° 40′ E | 2             |
| Mer d'Arafura                                          | 7° 00′ S, 134° 40′ E | 7° 00′ S, 138° 37′ E | 436           |
| Nouvelle-Guinée (Indonésie, Papouasie-Nouvelle-Guinée) | 7° 00′ S, 138° 37′ E | 7° 00′ S, 146° 59′ E | 924           |
| Mer des Salomon                                        | 7° 00′ S, 146° 59′ E | 7° 00′ S, 155° 42′ E | 963           |
| Îles Shortland (Salomon)                               | 7° 00′ S, 155° 42′ E | 7° 00′ S, 155° 47′ E | 9             |
| Mer des Salomon                                        | 7° 00′ S, 155° 47′ E | 7° 00′ S, 156° 02′ E | 28            |
| Fauro (Salomon)                                        | 7° 00′ S, 156° 02′ E | 7° 00′ S, 156° 03′ E | 2             |
| Mer des Salomon                                        | 7° 00′ S, 156° 03′ E | 7° 00′ S, 156° 43′ E | 74            |
| Choiseul (Salomon)                                     | 7° 00′ S, 156° 43′ E | 7° 00′ S, 157° 07′ E | 44            |
| Océan Pacifique                                        | 7° 00′ S, 157° 07′ E | 7° 00′ S, 79° 48′ O  | 13 600        |
| Amérique du Sud                                        | 7° 00′ S, 79° 48′ O  | 7° 00′ S, 34° 49′ O  | 4 970         |

## Îles proches
Le 7e parallèle passe à proximité des îles suivantes :
- Îles Amirante (Seychelles) ;
- Coëtivy (Seychelles) ;
- Îles Egmont (Territoire britannique de l'océan Indien) ;
- Diego Garcia (Territoire britannique de l'océan Indien) ;
- Damar (Indonésie) ;
- Teun (Indonésie) ;
- Itain (Indonésie) ;
- Maru (Indonésie) ;
- Trangan (Indonésie) ;
- Nanumea (Tuvalu) ;
- Nanumanga (Tuvalu) ;
- Niutao (Tuvalu) ;
- Île Starbuck (Kiribati).

## Frontière
Le 7e parallèle sud définit une portion de la frontière entre l'Angola et la république démocratique du Congo.